# Évènement de Heinrich
Pour les articles homonymes, voir Heinrich.
Les évènements de Heinrich correspondent à des débâcles massives d'icebergs (et probablement aussi d'eau douce) dans l'océan Atlantique Nord qui ont eu lieu lors des glaciations quaternaires,. Elles sont particulièrement bien documentées pour la dernière période glaciaire, correspondant approximativement au Pléistocène supérieur, entre environ 115 000 et 12 000 ans avant le présent (AP).
Ces débâcles sont dues à une instabilité des calottes polaires et des glaciers qui couvraient alors une partie des continents de l'hémisphère Nord, et tout particulièrement de la calotte laurentide qui recouvrait l'Amérique du Nord. En fondant, les icebergs ont libéré les sédiments qu'ils contenaient, ce qui a formé des couches de sédiments spécifiques sur le plancher océanique, les IRD (de l'anglais Ice Rafted Debris). La définition stricte d'un évènement de Heinrich est la présence d'une telle couche d'IRD observée dans les carottes marines de l'Atlantique Nord. Par extension, l'expression « évènement de Heinrich » est parfois utilisée pour désigner les conséquences climatiques associées. La conséquence directe de ces débâcles d'icebergs est un ralentissement marqué de la circulation thermohaline, un refroidissement climatique dans l'Hémisphère Nord, ainsi qu'une migration vers des latitudes plus au sud de la zone de convergence intertropicale (ZCIT).

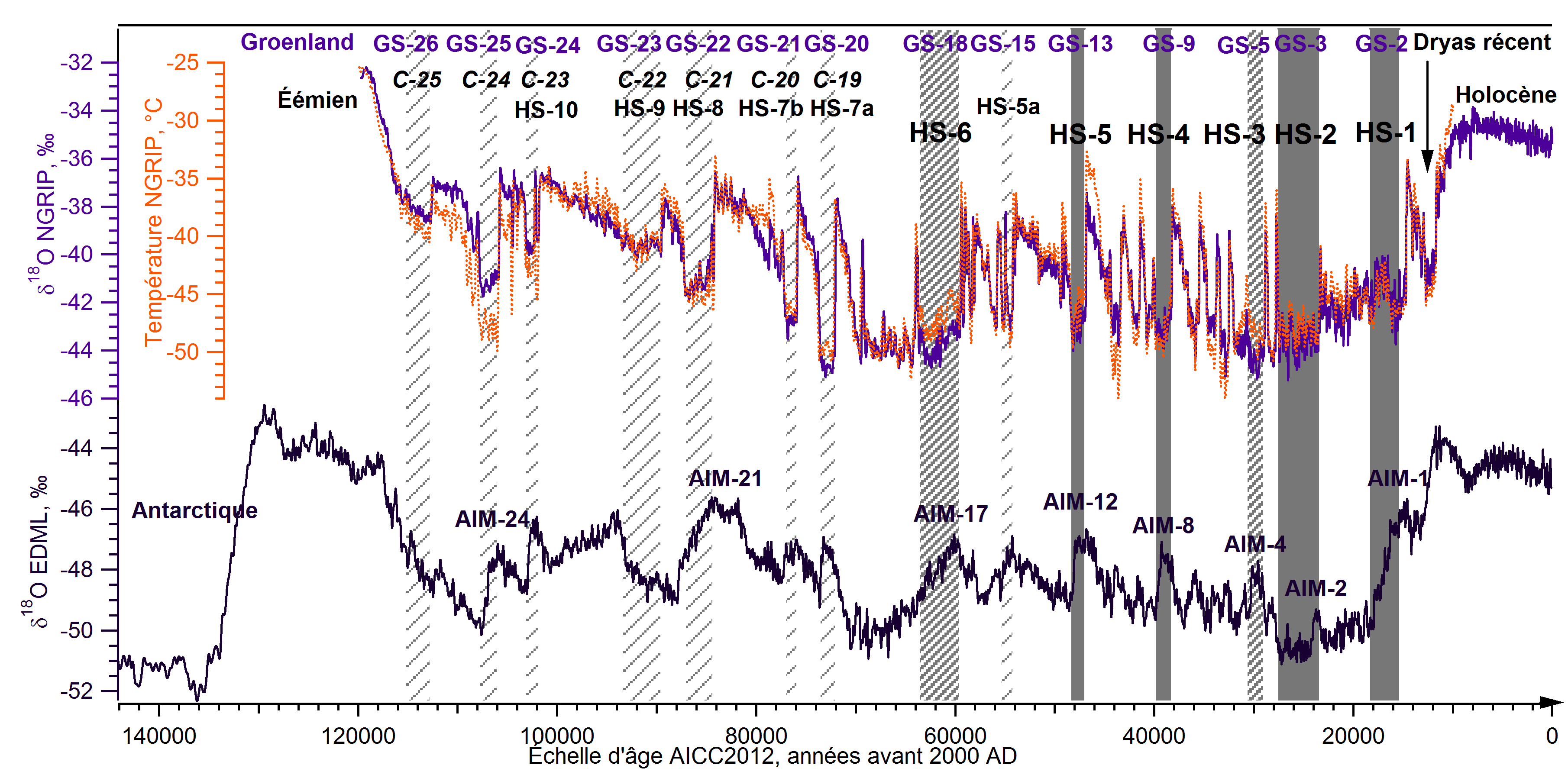
Chronologie approximative des événements de Heinrich par rapport aux événements de Dansgaard-Oeschger et aux maxima isotopiques d'Antarctique. Ligne violet clair : d^{18}O de la carotte de glace de NGRIP (Groenland), pour mille. Pointillés orange : température reconstituée pour le site de forage de NGRIP. Ligne violet foncé : d^{18}O de la carotte de glace de EDML (Antarctique), pour mille. Rectangles gris : événements de Heinrich majeurs d'origine laurentidienne (H1, H2, H4, H5). Hachuré gris : événements de Heinrich majeurs d'origine européenne (H3, H6). Hachuré gris clair et numéros C-14 à C-25 : couches mineures d'IRD enregistrées dans l'Atlantique Nord. Numéros HS-1 à HS-10 : stadiaire de Heinrich (en anglais Heinrich Stadial, HS),,. Numéros GS-2 à GS-24 : stadiaire groenlandais (en anglais Greenland Stadial, GS). Numéros AIM-1 à AIM-24 : maximum isotopique d'Antarctique (en anglais Antarctic Isotope Maximum, AIM). Les enregistrements des carottes de glace du Groenland et d'Antarctique sont présentés sur leur échelle d'âge commune AICC2012,.

## Étymologie
Les évènements de Heinrich doivent leur nom au géologue allemand Hartmut Heinrich qui les a identifiés.

## Identification dans les carottes de sédiment marin
Le géologue allemand Hartmut Heinrich est le premier à avoir décrit ces évènements dans les années 1980. Historiquement, les IRD ont d'abord été observés par William Ruddiman dans des carottes prélevées entre 40°N et 50°N dans l'Atlantique Nord. Cette zone est ainsi également connue sous le nom de ceinture de Ruddiman. Les couches d'IRD contiennent principalement des grains de taille grossière (en général supérieure à 150 microns de diamètre) et à bords non poli. Ces grains sont trop lourds pour être transportés par les courants marins et ont donc été attribués à la fonte d'icebergs : les icebergs délivrés par les glaciers ont au préalable érodé la surface sur laquelle ils se sont déplacés ; au moment d'être délivrés dans l'océan, ils contenaient donc une certaine quantité de sédiment, qui s'est progressivement déposée sur le plancher océanique au cours de la fonte.
L'étude des carottes marines a permis l'identification précise de 6 événements majeurs se produisant lors de phases froides de la dernière période glaciaire, bien documentés dans une large zone géographique couvrant l'Atlantique nord. Ces événements majeurs ou événements de Heinrich sont numérotés H1 (le plus récent), H2, H3, H4, H5 et H6 (le plus ancien). L'étude de carottes plus anciennes révèle que de tels événements majeurs ont aussi eu lieu pendant les glaciations précédentes, mais pas pendant les périodes interglaciaires ,. L'épisode de refroidissement climatique connu sous le nom de Dryas récent est parfois considéré comme l'événement H0.
D'autres événements mineurs se produisant aussi pendant des phases froides ont été identifiés en bordure de la calotte laurentide, et numérotés avec différentes nomenclatures ,,. Enfin, on observe également des couches d'IRD pendant les phases chaudes de la dernière période glaciaire avec une distribution géographique limitée, plutôt en bordure de la calotte fennoscandienne. Ces deux types d'événements mineurs ne sont pas considérés comme des événements de Heinrich.

## Origine des IRD
Les analyses géochimiques réalisées sur les couches d'IRD permettent d'en estimer la provenance et ainsi d'identifier quelle calotte polaire a provoqué l'événement de Heinrich correspondant. Il s'agit de déterminer les minéraux constituant les grains détritiques et de mesurer l'abondance isotopique de certains éléments prélevés dans les couches d'IRD. Ces analyses ont révélé que H1, H2, H4 et H5 étaient principalement causés par des icebergs de la calotte laurentide, tandis que les événements H3 et H6 étaient principalement dus aux calottes européennes (Scandinavie, Îles Britanniques et Islande),,,,.
De plus, la distribution géographique de l'épaisseur de la couche d'IRD peut aussi renseigner sur sa provenance. Ainsi, pour les événements H1, H2, H4 et H5, la couche est plus épaisse au large du Québec et se rétrécit en direction de l'Europe, indiquant donc une source nord-américaine. L'inverse est observé pour H3 et H6, suggérant une source européenne .

## Chronologie et durée des événements
Dater les événements de débâcle glaciaire permet de quantifier la durée de la débâcle, mais aussi, par comparaison avec d'autres archives climatiques également datées, de déterminer les conditions climatiques existantes avant, pendant et après la débâcle, et ainsi de mieux comprendre les mécanismes climatiques en jeu. Il existe plusieurs méthodes pour dater les événements de Heinrich, décrites ci-après. La comparaison de tous ces résultats permet d'estimer une incertitude sur la datation des événements de Heinrich.

### Méthodes de datation
L'âge des événements de Heinrich, identifié dans des carottes de sédiments marins, a tout d'abord été déterminé par datation au carbone 14 de ces archives. Cette technique peut être utilisée pour des sédiments jusqu'à environ 50 000 ans. Pour des sédiments plus âgés, le contenu en carbone 14 est trop faible pour être analysé avec précision. Une large incertitude de cette méthode est l'estimation de l'âge réservoir du sédiment. Pour la période actuelle, cet âge est d'environ 400 ans dans l'Atlantique Nord. Lors des périodes glaciaires, cet âge était probablement plus grand et reste difficile à estimer. Enfin, lors des événements de Heinrich, cet âge réservoir a vraisemblablement été fortement perturbé par la débâcle d'icebergs elle-même, pouvant atteindre 2 000 ans,. Il est donc important de prendre en compte l'incertitude associée à la datation des événements de Heinrich basée sur la mesure du carbone 14.
Une autre méthode de datation pour les carottes de sédiment marin est de corréler les variations d'un indicateur de température (par exemple l'abondance des différentes espèces de foraminifères) à celles observées dans les carottes de glace du Groenland (par exemple le δ18O de l'eau ou bien la reconstruction de température basée sur le δ15N de l'air piégé dans la glace). Cette méthode suppose que les variations de température enregistrées dans deux archives géographiquement distinctes soient synchrones, ce qui est parfois vérifiable de manière indépendante ,
, mais pas systématiquement , créant ainsi une incertitude supplémentaire sur la datation. Une fois l'échelle d'âge de la carotte marine construite, on peut proposer un âge approximatif pour les couches d'IRD qui y sont identifiées.
Enfin, une troisième méthode consiste à identifier l'empreinte climatique des événements de Heinrich dans des archives présentant des chronologies précises, comme les carottes de glace,,
ou encore les spéléothèmes des grottes, qui présentent souvent les incertitudes de datation les plus faibles. L'inconvénient de cette méthode est que l'on ne peut habituellement pas vérifier si la débâcle d'iceberg enregistrée par les IRD dans les carottes marines était synchrone ou pas avec l'anomalie climatique enregistrée dans d'autres archives.

### Estimations
| Événement                                                                                           | Âges, en milliers d'années | Âges, en milliers d'années | Âges, en milliers d'années |
| --------------------------------------------------------------------------------------------------- | -------------------------- | -------------------------- | -------------------------- |
| Événement                                                                                           | Hemming (2004)             | Bond & Lotti (1995)        | Vidal et al. (1999)        |
| H0                                                                                                  | ~12                        |                            |                            |
| H1                                                                                                  | 16,8                       |                            | 14                         |
| H2                                                                                                  | 24                         | 23                         | 22                         |
| H3                                                                                                  | ~31                        | 29                         |                            |
| H4                                                                                                  | 38                         | 37                         | 35                         |
| H5                                                                                                  | 45                         |                            | 45                         |
| H6                                                                                                  | ~60                        |                            |                            |
| H1 et 2 ont été datés par le C14, H3 à 6 par corrélation à la carotte de glace groenlandaise GISP2. |                            |                            |                            |

## Quantité déversée d'eau douce et d'icebergs
Plusieurs méthodes permettent d'estimer le volume équivalent d'eau douce (si le volume des icebergs et de l'eau était exprimé en volume d'eau) déversé lors d'un événement de Heinrich:
- Hemming (2004)[31] a supposé une durée maximale de débâcle de 500 ans et utilisé des estimations reproduisant l'anomalie de δ18O marin (i.e. la composition isotopique de l'oxygène mesurée dans la coquille calcaire de foraminifères marins extraits de carottes de sédiment marin), conduisant à des valeurs de 1,9×104 à 3×107 km3.
- Roche et al. (2004)[32], en se basant sur la modélisation de l'anomalie mesurée de δ18O marin pour H4 ont proposé un volume total d'eau déversée compris entre 0,1×106 et 7×106 km3 sur une durée de 250 ± 150 ans. Ceci correspond à une montée du niveau de la mer de 2 ± 1 m.
- Roberts et al. (2014)[33] ont réalisé des estimations basées sur un modèle de dispersion d'icebergs contenant du sédiment par les courants de surface dans l'Atlantique nord, afin de reproduire l'épaisseur observée de la couche d'IRD dans les carottes marines, proposant un volume de 3×105 à 12×105 km3. Cette estimation suppose une durée de la débâcle de 500 ans.

## Causes
Plusieurs hypothèses existent quant à la cause déclenchant les événements de Heinrich. Ci-après sont discutées uniquement les causes proposées pour les débâcles d'origine principale laurentidienne (H1, H2, H4 et H5). Ces hypothèses peuvent être différenciées en deux catégories: les causes internes et les causes externes.

### Causes internes
Selon les hypothèses de cause interne, le système "calotte polaire laurentide" est instable et suit un cycle de croissance, lorsque l'accumulation de précipitation neigeuse est plus importante que la fonte, suivi d'une débâcle qui ne nécessite pas d'élément déclencheur externe. Ce mécanisme est connu sous le nom de "binge-purge" en anglais. Plusieurs mécanismes déclenchant la débâcle ont été proposés:
- déstabilisation de la calotte à l'interface glace/socle en raison d'un réchauffement, soit par le flux de chaleur géothermique, soit par frottement, ou encore par advection de chaleur depuis la surface [34],[35];
- déstabilisation d'un courant glaciaire (ou fleuve de glace) drainant la Laurentide en détroit d'Hudson[36];
- déstabilisation par effondrement d'une barrière naturelle de glace au détroit d'Hudson et déversement du lac situé en amont dans la baie d'Hudson (ou jökulhlaup)[37].

Dans chaque cas cité, le mécanisme proposé a été modélisé et peut reproduire la répétition des débâcles observées dans les carottes de sédiment marin.

### Causes externes
Parmi les causes externes, une des premières à avoir été proposées par Heinrich en 1988 est celle du forçage orbital. Cette théorie s'inspire de celle de Milutin Milanković sur le forçage orbital des cycles climatiques, ou théorie astronomique des paléoclimats. Heinrich propose que les couches d'IRD correspondent à chaque demi-période d'un cycle de précession, soit tous les 6 000 ans environ. Il avance comme cause des cas extrêmes d'insolation saisonnière dans l'hémisphère nord : maxima d'insolation en été accompagnés de minima d'insolation en hiver d'une part (déclenchant la fonte de la calotte en été), maxima d'insolation en hiver accompagnés de minima d'insolation en été d'autre part (conditions alors supposées favorables à la croissance des calottes de glace et de ce fait à l'augmentation de la production d'icebergs). La numérotation des couches d'IRD proposée par Heinrich reflète cette hypothèse de cause orbitale : en 1988 aucune couche d'IRD n'est identifiée pour les événements supposés H7 et H9, mais la numérotation des couches d'IRD H8 (au lieu de H7) et H10 (au lieu de H8) présuppose leur existence.
Par la suite, l'étude d'une multitude de carottes marines de l'Atlantique Nord, et en particulier celles forées sur les marges océaniques en bordure des continents où le taux de sédimentation est plus élevé, a permis une documentation plus fine de ces événements. D'une part, les datations plus précises des événements de Heinrich ont montré que leur occurrence ne présentait pas de périodicité fixe, ceci fragilisant fortement l'hypothèse de forçage orbital. D'autre part, les études multi-marqueurs climatiques (multi-proxy en anglais) dans une même carotte de sédiment ont permis de reconstituer des séquences d'événements précises. L’occurrence d'événements de Heinrich uniquement pendant les phases froides de la dernière période glaciaire a conduit à proposer l’existence d'éléments déclencheurs externes, dépendant de la situation climatique précédant la débâcle. On peut citer ici plusieurs hypothèses complémentaires:
- Par analogie avec l'effondrement de la plateforme de glace Larsen B en Antarctique qui s'est produit en 2002[38], un réchauffement de subsurface sous une plateforme de glace au large du détroit d'Hudson aurait provoqué sa fonte, supprimant ainsi un barrage naturel et accélérant considérablement le drainage de la Laurentide par le courant glaciaire du détroit d'Hudson [39]. Cette hypothèse est étayée par des reconstructions de température de subsurface au large du Québec basées sur des mesures de magnésium/calcium sur des foraminifères, qui suggèrent un réchauffement progressif en subsurface précédant la débâcle d'environ 1 000 à 2 000 ans et culminant au début de la débâcle[40].
- Des reconstitutions de températures océaniques ont montré qu'un ralentissement de l'AMOC (circulation méridienne de retournement de l'Atlantique, en anglais « Atlantic Meridional Overturning Circulation ») a précédé la débâcle d'icebergs de plusieurs centaines voire milliers d'années[41]. Des simulations de modèles océaniques montrent qu'un tel ralentissement est capable de produire un réchauffement de subsurface dans l'Atlantique nord[42].

Les résultats les plus récents concernant les événements de Heinrich favorisent donc une cause climatique, avec l'enchainement suivant : ralentissement de l'AMOC, réchauffement de subsurface dans l'Atlantique Nord, fonte d'une plateforme de glace au large du détroit d'Hudson, déstabilisation et forte accélération des courants glaciaires drainant la Laurentide et finalement déstabilisation de la Laurentide. Il est à noter que cette séquence d'événements proposée (en particulier, le ralentissement de l'AMOC commençant avant la débâcle d'icebergs) est bien différente des scénarios avancés jusque vers la fin des années 2000, dans lesquels au contraire la débâcle d'icebergs et/ou le flux d'eau douce survenaient avant le ralentissement de l'AMOC.

## Impact des événements de Heinrich
Grâce à des techniques de datation précises, des archives climatiques variées ont été datées et ont mis en évidence des anomalies climatiques prononcées se produisant pendant la dernière période glaciaire et dont l’occurrence semble correspondre à celle des couches d'IRD identifiées dans les sédiments marins de l'Atlantique nord. Des modélisations climatiques ont par la suite confirmé les liens observés entre le déversement d'eau douce et d'icebergs en Atlantique nord et les changements climatiques observés :
- Un ralentissement accentué de la Circulation méridienne de retournement de l'Atlantique (ou Circulation méridienne de retournement atlantique, ou AMOC  pour Atlantic Meridional Overturning Circulation, qui via le mécanisme de bascule bipolaire amplifie le réchauffement en Antarctique, documenté dans les glaces des forages en Antarctique[43],[44].

- Dans les terrasses de corail de la péninsule de Huon dans la province Morobe, à l'est de la Papouasie-Nouvelle-Guinée, on peut observer une répétition de périodes de baisse du niveau marin de plusieurs milliers d'années, qui se sont toutes conclues par une nette élévation du niveau de la mer (10–15 m durant 1000 à 2 000 ans)[15]. La datation de ces événements suggère que les périodes de hausse du niveau marin correspondent approximativement aux événements de Heinrich ainsi qu'aux phases chaudes (ou interstades) survenant directement après.